# Ernest Truex
Ernest Truex est un acteur, metteur en scène et producteur de théâtre, né le 19 septembre 1889 à Kansas City (Missouri), mort le 26 juin 1973 à Fallbrook (Californie).

## Biographie
Durant sa carrière, Ernest Truex est très actif au théâtre (où il débute enfant). En particulier, il apparaît régulièrement à Broadway (New York), de 1908 à 1951, dans des pièces principalement, mais également dans une revue, deux opérettes et cinq comédies musicales ; sur les planches new-yorkaises, il est aussi (occasionnellement) metteur en scène et producteur. Par la suite, il ne retourne jouer à Broadway que dans trois pièces, respectivement en 1960, 1962 et 1965 — voir la rubrique "Théâtre" ci-dessous —.
Au cinéma, il tourne seize films muets américains (dont plusieurs courts métrages), de 1913 à 1923. Sa première apparition à l'écran est dans Caprice, avec Mary Pickford ; il retrouve l'actrice en 1914 dans Un bon petit diable — adaptation de la pièce française éponyme de Rosemonde Gérard et Maurice Rostand, que Pickford et Truex avaient d'abord créée à Broadway, aux côtés de Lillian Gish, en 1913 —.
Après l'avènement du parlant, il revient au cinéma en 1933 et collabore alors à cinquante-huit films jusqu'en 1948, dont Les Aventures de Marco Polo (en 1938, avec Gary Cooper et Sigrid Gurie), et la screwball comedy La Dame du vendredi (en 1940, avec Cary Grant et Rosalind Russell), deux de ses films les plus connus. Il réapparaît ultérieurement au cinéma dans seulement quatre films, sortis en 1956, 1957, 1958 et 1965.
Au total, entre 1913 et 1965, Ernest Truex contribue à soixante-dix-huit films, majoritairement américains (exception faite d'un film britannique en 1936), notamment plusieurs films musicaux, sans compter un caméo (comme lui-même) dans le film musical Au pays du rythme (1942).
À la télévision, de 1948 à 1966, il joue dans quarante-trois séries, dont deux épisodes de La Quatrième Dimension, en 1959 (aux côtés de Steve Cochran) puis en 1962 (rôle principal) — voir la filmographie sélective ci-après —.
Pour sa contribution au petit écran, une étoile lui est dédiée sur le Walk of Fame d'Hollywood Boulevard.
De 1941 jusqu'à sa mort en 1973, il est marié à l'actrice Sylvia Field (1901-1998).

## Théâtre (à Broadway)

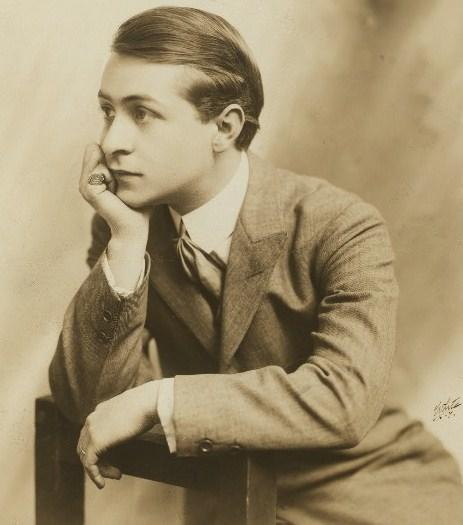
Ernest Truex photographié vers 1920.

Pièces, comme acteur, sauf mention contraire ou complémentaire
- 1908 : Wildfire de George Broadhurst (en) et George V. Hobart, avec Thurston Hall
- 1910 : Girlies, comédie musicale, musique d'Egbert Van Alstyne, lyrics d'Harry Williams, livret de George V. Hobart
- 1910-1911 : Rebecca of Sunnybrook Farm de Kate Douglas Wiggin et Charlotte Thompson (adaptation au cinéma en 1938)
- 1911 : Dr. Deluxe, comédie musicale, musique de Karl Hoschna, lyrics et livret d'Otto Harbach
- 1913 : Un bon petit diable (A Good Little Devil) de Rosemonde Gérard et Maurice Rostand, adaptation d'Austin Strong, avec Mary Pickford, Edward Connelly, Etienne Girardot, Lillian Gish (rôle repris dans l'adaptation au cinéma de 1914 : voir la filmographie ci-dessous)
- 1914 : The Dummy d'Harvey J. O'Higgins et Harriet Ford, avec Arthur Hohl
- 1915 : Just Outside the Door de Jules Eckert Goodman
- 1915 : Just Boys de Katherine Browning Miller et Allena Kanka
- 1915-1916 : Very Good Eddie, comédie musicale, musique de Jerome Kern, lyrics de Schuyler Green, livret de Philip Bartholomae et Guy Bolton
- 1917 : The Very Idea de William LeBaron, avec Richard Bennett
- 1919 : Please Get Married de James Cullen et Lewis Allen Browne
- 1920 : No More Blondes d'Otto Harbach
- 1920 : Blue Bonnet de George Scarborough
- 1921-1922 : Six-Cylinder Love de William Anthony McGuire, avec Berton Churchill, Donald Meek (rôle repris dans l'adaptation au cinéma de 1923 : voir la filmographie ci-dessous)
- 1924 : New Toys de Milton Herbert Gropper et Oscar Hammerstein II, avec Louise Closser Hale, Mary Duncan
- 1924-1925 : Annie Dear, comédie musicale produite par Florenz Ziegfeld, musique, lyrics et livret de Clare Kummer, musique additionnelle de Sigmund Romberg
- 1925 : The Fall Guy de James Gleason et George Abbott
- 1926 : Pomeroy's Past de Clare Kummer, avec Laura Hope Crews (+ metteur en scène et coproducteur)
- 1926 : Sure Fire de Ralph Murphy, avec Robert Armstrong, Norman Foster, Gene Lockhart (coproducteur uniquement)
- 1929 : Many Waters de Monckton Hoffe, avec Robert Douglas, Francis L. Sullivan
- 1930 : Ritzy de Sidney Toler et Viva Tattersall, avec Miriam Hopkins
- 1930-1931 : Lysistrata d'Aristophane, adaptation de Gilbert Seldes, avec Louise Closser Hale, Hope Emerson, Etienne Girardot, Violet Kemble-Cooper, Ian Wolfe
- 1931 : Napi, adaptation de Brian Marlow, d'après Julius Bersti, avec Albert Dekker, Frieda Inescort, Frank Wilcox (+ metteur en scène)
- 1931 : The Third Little Show, revue, livret de Dwight Deere Wiman, avec Edward Arnold
- 1932-1933 : Whistling in the Dark de Laurence Gross et Edward Childs Carpenter, mise en scène par Frank Craven, avec Edward Arnold, Claire Trevor (rôle repris dans l'adaptation au cinéma de 1933 : voir la filmographie ci-dessous)
- 1933 : Vient de paraître (Best Sellers) d'Édouard Bourdet, adaptation de Dorothy Cheston Bennett, avec Edgar Barrier, George Coulouris, Ian Keith
- 1933 : Love and Babies d'Herbert P. McCormack
- 1934 : Sing and Whistle de Milton Herbert Gropper (+ metteur en scène et coproducteur)
- 1934 : Jigsaw de Dawn Powell, avec Spring Byington, Charles Richman, Helen Westley, Cora Witherspoon
- 1935 : The Hook-up de Jack Lait et Stephen Gross
- 1935 : Whatever goes up de Milton Lazarus
- 1937 : Friederike (Fredericka), opérette, musique de Franz Lehár, livret de Ludwig Herzer et Fritz Löhner-Beda, adaptation et nouveaux lyrics d'Edward Eliscu, avec Dennis King
- 1940 : George Washington slept here de George S. Kaufman et Moss Hart, mise en scène par George S. Kaufman, avec Jean Dixon, Percy Kilbride
- 1944 : La Belle Hélène (Helen goes to Troy), opérette, musique de Jacques Offenbach, livret d'Henri Meilhac et Ludovic Halévy, adaptation de Gottfried Reinhardt et John Meehan Jr., nouveaux lyrics d'Herbert Baker, chorégraphie de Léonide Massine, avec Jarmila Novotná, Jesse White
- 1946-1947 : 
  - What Every Woman Knows de J. M. Barrie, avec Walter Hampden, Eli Wallach, Efrem Zimbalist Jr.
  - John Gabriel Borkman d'Henrik Ibsen, adaptation d'Eva Le Gallienne, avec Victor Jory
  - A Pound on Demand de Seán O'Casey, mise en scène par Victor Jory
  - Androclès et le lion (Androcles and the Lion) de George Bernard Shaw, musique de scène Marc Blitzstein, avec June Duprez, Victor Jory, Eli Wallach, Efrem Zimbalist Jr.
- 1948 : A Temporary Island d'Halstead Welles, avec Vera Zorina
- 1948-1949 : Oh, Mr. Meadowbrook ! de Ronald Telfer et Pauline Jamerson
- 1950 : The Golden State de Bella et Sam Spewack, avec Jocelyn Brando, Josephine Hull
- 1951 : Four Twelves are 48 de Joseph Kesselring, mise en scène par Otto Preminger, avec Royal Dano, Ludwig Donath, Anne Revere
- 1951 : Flahooley, comédie musicale, musique de Sammy Fain, lyrics d'E.Y. Harburg, livret d'E.Y. Harburg et Fred Saidy, avec Barbara Cook, Jerome Courtland, Nehemiah Persoff, Yma Sumac
- 1960 : La Bonne Soupe (The Good Soup) de Félicien Marceau, adaptation de Garson Kanin, mise en scène par Garson Kanin et André Barsacq, avec Diane Cilento, Ruth Gordon, Sam Levene, Jules Munshin, Mildred Natwick (adaptation au cinéma de la pièce originale en 1964)
- 1962 : Venus at Large d'Henry Denker, mise en scène par Rodney Amateau, avec David Wayne
- 1965 : A Very Rich Woman, libre adaptation par Ruth Gordon de la pièce Les Joies de la famille de Philippe Hériat, mise en scène et produite par Garson Kanin, décors d'Oliver Smith, avec Ruth Gordon, Raymond Walburn

## Filmographie partielle

### Au cinéma
Films américains, sauf mention contraire
- 1913 : Caprice (titre original) de J. Searle Dawley
- 1914 : The Quest of the Sacred Jewel de George Fitzmaurice
- 1914 : Un bon petit diable (A Good Little Devil) d'Edwin S. Porter
- 1920 : The Night of the Dub de Jack Harvey
- 1923 : Vivons cachés (Six Cylinder Love) d'Elmer Clifton
- 1933 : Whistling in the Dark d'Elliott Nugent et Charles Reisner
- 1933 : The Warrior's Husband de Walter Lang
- 1934 : Gentlemen of the Bar d'Al Christie
- 1935 : Only the Brave de Charles Lamont
- 1936 : Everybody Dance de Charles Reisner (film britannique)
- 1937 : Mama runs Wild de Ralph Staub
- 1938 : Swing That Cheer de Harold D. Schuster
- 1938 : Start Cheering d'Albert S. Rogell
- 1938 : Swing, Sister, Swing de Joseph Santley
- 1938 : Les Aventures de Marco Polo (The Adventures of Marco Polo) d'Archie Mayo
- 1938 : Freshman Year (en) de Frank McDonald
- 1939 : Ambush de Kurt Neumann
- 1939 : Le monde est merveilleux (It's a Wonderful World) de W. S. Van Dyke
- 1939 : These Glamour Girls de S. Sylvan Simon
- 1939 : Les Petites Pestes (The Under-Pup) de Richard Wallace
- 1939 : Little Accident de Charles Lamont
- 1939 : Mademoiselle et son bébé (Bachelor Mother) de Garson Kanin
- 1939 : Le Poignard mystérieux (Slighty Honorable) de Tay Garnett
- 1940 : Lillian Russell d'Irving Cummings
- 1940 : La Femme aux brillants (Adventure in Diamonds) de George Fitzmaurice
- 1940 : Le Gros Lot (Christmas in July) de Preston Sturges
- 1940 : Chantez, dansez, mes belles ! (Dance, Girl, Dance) de Dorothy Arzner
- 1940 : La Dame du vendredi (His Girl Friday) d'Howard Hawks
- 1941 : The Gay Vagabond (en) de William Morgan
- 1941 : Tillie the Toiler de Sidney Salkow
- 1941 : We go Fast de William C. McGann
- 1941 : Unexpected Uncle de Peter Godfrey
- 1942 : Twin Beds de Tim Whelan
- 1942 : Don't Get Personal de Charles Lamont
- 1942 : Private Buckaroo d'Edward F. Cline
- 1942 : Au pays du rythme (Star Spangled Rhythm) de George Marshall (caméo ; lui-même)
- 1942 : Les Amours de Marthe (The Affairs of Martha) de Jules Dassin
- 1943 : La Boule de cristal (The Crystal Ball) d'Elliott Nugent
- 1943 : Rhythm of the Island de Roy William Neill
- 1943 : This Is the Army de Michael Curtiz
- 1943 : Fire Wife de Charles Lamont
- 1943 : Sleepy Lagoon de Joseph Santley
- 1943 : Pris sur le vif (True to Life) de George Marshall
- 1944 : Les Flirts des Corrigans (Chip Off the Old Block)
- 1944 : Her Primitive Man de Charles Lamont
- 1945 : Pan-Americana de John H. Auer
- 1945 : Man in her Diary de Charles Barton
- 1945 : Club Havana d'Edgar Georg Ulmer
- 1946 : Night in Paradise d'Arthur Lubin
- 1947 : Gai, marions-nous (Always Together) de Frederick de Cordova
- 1948 : The Girl from Manhattan d'Alfred E. Green
- 1956 : The Leather Saint d'Alvin Ganzer
- 1958 : Crépuscule sur l'océan (Twilight for the Gods) de Joseph Pevney
- 1965 : Fluffy d'Earl Bellamy

### À la télévision (séries)
- 1953-1954 : Jamie

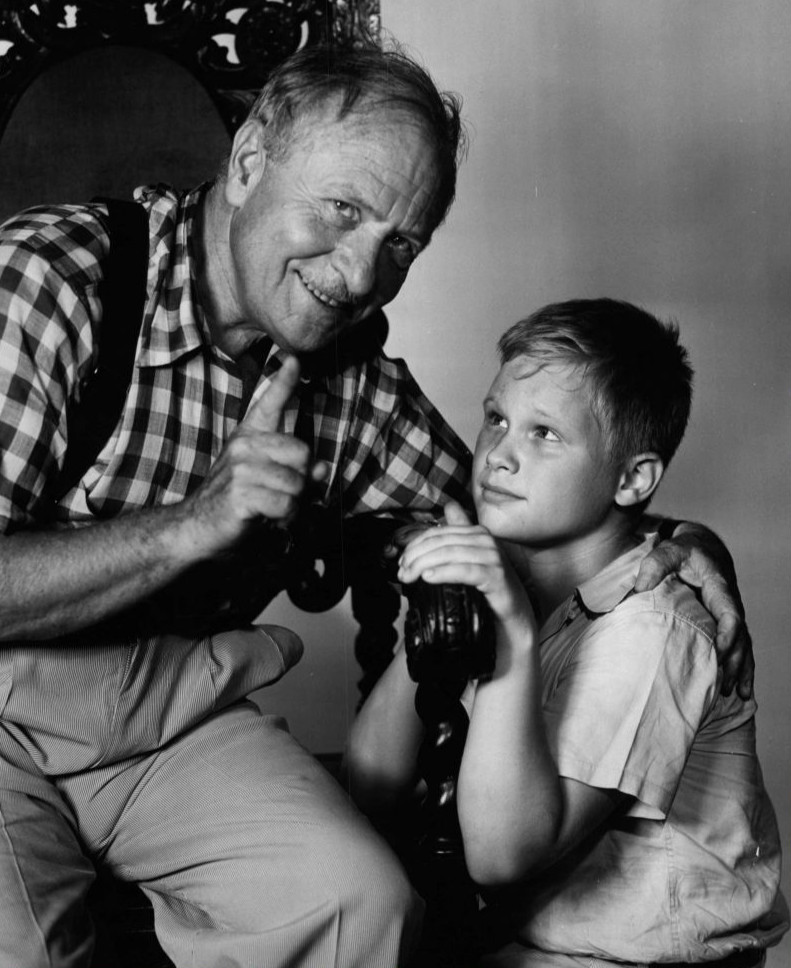
Avec Brandon de Wilde, dans Jamie (1953)

  - Saison unique, 18 épisodes : Grandpa McHummer
- 1959-1962 : La Quatrième Dimension (The Twilight Zone)
  - saison 1, épisode 12 : Je sais ce qu'il vous faut (What you need, 1959) d'Alvin Ganzer
  - saison 3, épisode 21 : Jeux d'enfants (Kick the Can, 1962) de Lamont Johnson
- 1960 : Denis la petite peste (Dennis the Menace)
  - Saison 2, épisode 12 The Christmas Horse de William D. Russell
- 1961-1962 : Alfred Hitchcock présente (Alfred Hitchcock presents)
  - Saison 6, épisode 29 The Pearl Necklace (1961) de Don Weis
  - Saison 7, épisode 29 The Matched Pearl (1962) de Bernard Girard
- 1964 : Bonanza
  - Saison 6, épisode 8 Square Deal Sam
- 1965 : Adèle (Hazel)
  - Saison 5, épisode 1 Who's in Charge Here ?